# I'm Not in Love
I'm Not in Love is de achtste single van 10cc uit 1975. Het is afkomstig van hun derde album The Original Soundtrack. Origineel is het nummer in de bossanovastijl geschreven, maar kwam uiteindelijk in een balladvorm uit. De zang en muziek maken het nummer ritmisch dansbaar, doch de percussie en de stem van de basgitaar zijn aritmisch.
De plaat werd wereldwijd een gigantische hit. In thuisland het Verenigd Koninkrijk bereikte de plaat de nummer 1-positie in de UK Singles Chart. Ook in Ierland en Canada werd de nummer 1-positie bereikt. In de Verenigde Staten bereikte de plaat de tweede positie in de Billboard Hot 100.
In Nederland werd de plaat op zaterdag 7 juni 1975 verkozen tot de 221e Troetelschijf van de week op Hilversum 3 en werd een gigantische hit. De plaat bereikte in zowel de Nederlandse Top 40 (destijds uitgezonden op de razend populaire TROS donderdag op 3 met dj Ferry Maat) als de Nationale Hitparade de 5e positie. In België bereikte de single eveneens de 5e positie in zowel de Vlaamse Ultratop 50 (retroactief samengesteld) als de Vlaamse Radio 2 Top 30.

## Opname
De basis voor het lied kwam van Stewart. Hij kreeg van zijn vrouw de opmerking naar zijn hoofd, dat hij te weinig “ik hou van jou” zei. Stewart deed het af met de tegenspraak, dat als hij het te veel zou zeggen, het ook niet meer bijzonder was. De uitkomst van het geschil was dat hij voortaan zou zeggen “I’m not in love with you”, terwijl uit de rest van het lied het tegendeel bleek. 
Hij schreef het lied als een soort bossanova en diende het in bij Gouldman, die wat akkoorden in de melodielijn wijzigde, een nieuwe intro maakte en een muzikale brug. Zij oefenden wat en speelden het voor aan Lol Creme en Kevin Godley. Na het ingespeeld te hebben bleken Creme en Godley niet enthousiast over het bereikte resultaat. Godley vond het zelfs crap (rotzooi). Ze konden er niet verder mee en gooiden de opnamen weg. 
De medewerkers van de Strawberry-geluidsstudio waar 10cc placht op te nemen bleven het neuriën. Stewart stelde daarop voor het nummer toch opnieuw op te nemen. Godley zag dat niet zitten, maar kwam met een tegenvoorstel: we nemen het lied op zonder muziekinstrumenten en dus alleen maar met stemmen. Stewart was ook geluidstechnicus en begon aan drie weken stemmen opnemen. Van alle vier de leden werden alle tonen uit het octaaf ingezongen en bewaard in de term "Ahhh". Om de zangtonen door te kunnen laten lopen, gebruikte Stewart een tapeloop. Deze loop werd gebruikt voor alle opgenomen tonen, zodat de band beschikte over vier stemmen die alle noten uit een octaaf voor langere tijd konden “zingen”. Om de maatindeling en het tempo in de gaten te kunnen blijven houden werd een basistrack opgenomen, waarover de stemmen geplakt zouden worden. Stewart speelde daarin een elektrische piano, Gouldman gitaar en Godley een Moog-synthesizer, net aangeschaft door Creme. Een basgitaar zou niet nodig zijn, maar werd later toch toegevoegd door Gouldman in het middendeel. De drums zijn alleen als een soort zachte hartslag te horen. Het middendeel bevatte oorspronkelijk ook tekst, maar die werd uit de opname verwijderd; Creme mocht er de melodielijn inspelen op de elektrische piano. Er werd nog een speeldoos toegevoegd.
Alles tezamen maakte dat het er wel goed uitzag, maar Godley bleef ontevreden. Hij miste nog wat. Creme wilde nog wel wat toevoegen met een tekst die hij eerder had ingezongen (Be quiet, big boys don’t cry). Ze probeerden wat, maar konden de juiste stem niet vinden, totdat de telefoniste Kathy Redfern binnenstapte met de fluisterende mededeling dat er telefoon was voor Stewart. Creme zei meteen: Dat is de juiste stem; Redfern wilde eerst niet, maar ging toch akkoord.
B-kant was Good News (3:45), dat niet op het album stond. Tegelijkertijd bracht hun oude platenlabel UK Records de single Waterfall uit.
In 2000 werd een cover van het nummer gemaakt door de dancegroep Olive.

## Musici
- Eric Stewart - zang, elektrische piano
- Graham Gouldman - gitaar, basgitaar, achtergrondzang
- Kevin Godley - Moog, achtergrondzang
- Lol Creme - piano, achtergrondzang

## Hitnoteringen

### Nederlandse Top 40
| "I'm Not in Love" in de Nederlandse Top 40 binnen: week 24/1975 | "I'm Not in Love" in de Nederlandse Top 40 binnen: week 24/1975 | "I'm Not in Love" in de Nederlandse Top 40 binnen: week 24/1975 | "I'm Not in Love" in de Nederlandse Top 40 binnen: week 24/1975 | "I'm Not in Love" in de Nederlandse Top 40 binnen: week 24/1975 | "I'm Not in Love" in de Nederlandse Top 40 binnen: week 24/1975 | "I'm Not in Love" in de Nederlandse Top 40 binnen: week 24/1975 | "I'm Not in Love" in de Nederlandse Top 40 binnen: week 24/1975 | "I'm Not in Love" in de Nederlandse Top 40 binnen: week 24/1975 | "I'm Not in Love" in de Nederlandse Top 40 binnen: week 24/1975 | "I'm Not in Love" in de Nederlandse Top 40 binnen: week 24/1975 |
| Week                                                            | 1                                                               | 2                                                               | 3                                                               | 4                                                               | 5                                                               | 6                                                               | 7                                                               | 8                                                               | 9                                                               |                                                                 |
| --------------------------------------------------------------- | --------------------------------------------------------------- | --------------------------------------------------------------- | --------------------------------------------------------------- | --------------------------------------------------------------- | --------------------------------------------------------------- | --------------------------------------------------------------- | --------------------------------------------------------------- | --------------------------------------------------------------- | --------------------------------------------------------------- | --------------------------------------------------------------- |
| Nummer                                                          | 29                                                              | 12                                                              | 5                                                               | 5                                                               | 9                                                               | 15                                                              | 23                                                              | 25                                                              | 39                                                              | uit                                                             |

### Nationale Hitparade
| "I'm Not in Love" in de Nationale Hitparade binnen: 14-06-1975 | "I'm Not in Love" in de Nationale Hitparade binnen: 14-06-1975 | "I'm Not in Love" in de Nationale Hitparade binnen: 14-06-1975 | "I'm Not in Love" in de Nationale Hitparade binnen: 14-06-1975 | "I'm Not in Love" in de Nationale Hitparade binnen: 14-06-1975 | "I'm Not in Love" in de Nationale Hitparade binnen: 14-06-1975 | "I'm Not in Love" in de Nationale Hitparade binnen: 14-06-1975 | "I'm Not in Love" in de Nationale Hitparade binnen: 14-06-1975 | "I'm Not in Love" in de Nationale Hitparade binnen: 14-06-1975 |
| Week                                                           | 1                                                              | 2                                                              | 3                                                              | 4                                                              | 5                                                              | 6                                                              | 7                                                              |                                                                |
| -------------------------------------------------------------- | -------------------------------------------------------------- | -------------------------------------------------------------- | -------------------------------------------------------------- | -------------------------------------------------------------- | -------------------------------------------------------------- | -------------------------------------------------------------- | -------------------------------------------------------------- | -------------------------------------------------------------- |
| Nummer                                                         | 20                                                             | 10                                                             | 7                                                              | 5                                                              | 6                                                              | 11                                                             | 22                                                             | uit                                                            |

### NPO Radio 2 Top 2000
| Nummer met noteringen in de NPO Radio 2 Top 2000 | '99 | '00 | '01 | '02 | '03 | '04 | '05 | '06 | '07 | '08 | '09 | '10 | '11 | '12 | '13 | '14 | '15 | '16 | '17 | '18 | '19 | '20 | '21 | '22 | '23 | '24 |
| ------------------------------------------------ | --- | --- | --- | --- | --- | --- | --- | --- | --- | --- | --- | --- | --- | --- | --- | --- | --- | --- | --- | --- | --- | --- | --- | --- | --- | --- |
| I'm Not in Love                                  | 42  | 53  | 27  | 53  | 50  | 64  | 71  | 95  | 60  | 64  | 138 | 437 | 154 | 272 | 404 | 290 | 368 | 372 | 247 | 473 | 551 | 686 | 703 | 767 | 639 | 521 |

1. ↑  Een vetgedrukt getal geeft de hoogste notering aan.

### Evergreen Top 1000
| Evergreen Top 1000 "I'm Not In Love" | Evergreen Top 1000 "I'm Not In Love" | Evergreen Top 1000 "I'm Not In Love" | Evergreen Top 1000 "I'm Not In Love" | Evergreen Top 1000 "I'm Not In Love" | Evergreen Top 1000 "I'm Not In Love" | Evergreen Top 1000 "I'm Not In Love" | Evergreen Top 1000 "I'm Not In Love" | Evergreen Top 1000 "I'm Not In Love" | Evergreen Top 1000 "I'm Not In Love" | Evergreen Top 1000 "I'm Not In Love" | Evergreen Top 1000 "I'm Not In Love" | Evergreen Top 1000 "I'm Not In Love" | Evergreen Top 1000 "I'm Not In Love" | Evergreen Top 1000 "I'm Not In Love" | Evergreen Top 1000 "I'm Not In Love" | Evergreen Top 1000 "I'm Not In Love" |
| Jaar                                 | 2008                                 | 2009                                 | 2010                                 | 2011                                 | 2012                                 | 2013                                 | 2014                                 | 2015                                 | 2016                                 | 2017                                 | 2018                                 | 2019                                 | 2020                                 | 2021                                 | 2022                                 | 2023                                 |
| ------------------------------------ | ------------------------------------ | ------------------------------------ | ------------------------------------ | ------------------------------------ | ------------------------------------ | ------------------------------------ | ------------------------------------ | ------------------------------------ | ------------------------------------ | ------------------------------------ | ------------------------------------ | ------------------------------------ | ------------------------------------ | ------------------------------------ | ------------------------------------ | ------------------------------------ |
| Positie                              | -                                    | -                                    | -                                    | -                                    | 167                                  | 543                                  | 549                                  | 303                                  | 317                                  | 173                                  | 277                                  | 288                                  | 344                                  | 379                                  | 290                                  | 385                                  |

Graham Gouldman · Eric Stewart · Kevin Godley · Lol Creme

Paul Burgess · Rick Fenn · Stuart Tosh · Duncan Mackay · Tony O'Malley